# Сергий (Чекуришвили)
Митрополи́т Се́ргий (в миру Зура́б Никола́евич Чекуришви́ли, груз. ზურაბ ნიკოლოზის ძე ჩეკურიშვილი; 13 апреля 1959, Рустави, Грузинская ССР — 19 сентября 2021) — епископ Грузинской православной церкви, митрополит Некресский (1997—2021).

## Биография
По собственным воспоминаниям: «Я родился в 1959 году в верующей семье в городе Рустави, в 30 км от Тбилиси. В округе не было ни одной открытой церкви. Яйца на Пасху красили — вот и всё, что оставалось. Но родители мои верили в Бога, и я в детстве всегда знал: Бог есть».
С 1982 по 1985 годы учился в педагогическом институте.
13 апреля 1988 года принял монашский постриг с именем Сергий в честь преподобного Сергия Радонежского. В том же году последовали его диаконское и пресвитерское рукоположение.
Будучи в пресвитерском сане он служил в древнем монастыре Сафара, где так впечатлил двух студентов своим рассказом о монашестве, что они остались здесь даже не забрав дипломы из института, приняли постриг, а впоследствии стали архиереями Саввой и Феодором.
В 1990 году завершил Московскую духовную семинарию и был возведен в сан архимандрита.
27 декабря 1992 года состоялась его архиерейская хиротония во епископа Ахалцихского и Самцхе-Джавахетинского. Во время пребывания на кафедре был также ректором Ахалцихской духовной семинарии.
25 декабря 1995 года он был возведен в сан архиепископа.
В октябре 1997 года был переведен на Некресскую кафедру.
В 2000 году возведен в сан митрополита.
В 1995—2002 годах возглавлял телевещательную творческую группу Грузинской Патриархии.
С 2002 года получил титул Некресского и Геретского, а 30 апреля 2009 — вновь просто Некресского, в связи с обособлением Геретской епархии.
В 2014 году присутствовал на похоронах митрополита Киевского и всея Украины Владимира и на инаугурации митрополита Черновицкого и Буковинского Онуфрия в митрополиты Киевские и всея Украины.
В 2017 году протоиерей Феодор Хуцишвили отмечал: «Владыка Сергий очень трудился, чтобы поставить эту епархию на ноги. Когда он приехал сюда, во всей епархии было 5 священников, а сейчас их только в нашем храме — 5, а во всей епархии — 22, плюс монахи. До приезда владыки в нашей епархии не было ни монастырей, ни монахов, а сейчас 7 монастырей и множество иноков».
Скончался 19 сентября 2021 года от осложнений, вызванных коронавирусной инфекцией.